# Psychoda salicornia
Psychoda salicornia és una espècie d'insecte dípter pertanyent a la família dels psicòdids.

## Hàbitat
Viu a les maresmes.

## Distribució geogràfica
Es troba a Austràlia (Nova Gal·les del Sud) i les illes Hawaii.